# 王暁秋
王 暁秋（おう ぎょうしゅう、1942年8月 - ）は、中華人民共和国の歴史学者。北京大学教授。中日文化交流史、中国近代史を専攻。

## 人物
1964年、北京大学卒業。北京大学助教。1977年、北京大学講師。1986年、北京大学副教授。1991年、北京大学教授。北京大学歴史系中国近代史教研室主任（1987年 - 1998年）、北京大学歴史系中外関係史研究所所長（1999年 - ）。
学外では、慶應義塾大学客員研究員、東京大学客員教授、中央大学客員教授、国際日本文化研究センター客員教授。
日中歴史共同研究中国側委員として古代・中近世史分科に参加し、「19世紀中葉以前における中国人の日本観」を発表している。
中華人民共和国が編纂を進めている『清史』を編纂する国家清史編纂委員会の委員。

## 日本語著作
- 王暁秋 著、中曽根幸子・小島晋治・田村玲子 訳『アヘン戦争から辛亥革命―日本人の中国観と中国人の日本観』東方書店、1991年12月1日。ISBN 4497913376。
- 王暁秋・大庭脩 編『歴史』大修館書店〈日中文化交流史叢書〉、1995年7月1日。ISBN 4469130419。
- 王暁秋 著、木田知生 訳『中日文化交流史話』日本エディタースクール〈中国文化史ライブラリー〉、2000年3月1日。ISBN 4888882967。